# Urif
Urif, en arabe : عوريف, est un village du gouvernorat de Naplouse en Palestine, situé à 13 km au sud de Naplouse, au centre de la Cisjordanie.
Selon le recensement du bureau central palestinien des statistiques, la localité compte une population de 3 624 habitants en 2017.